# Шингкхар (гевог)

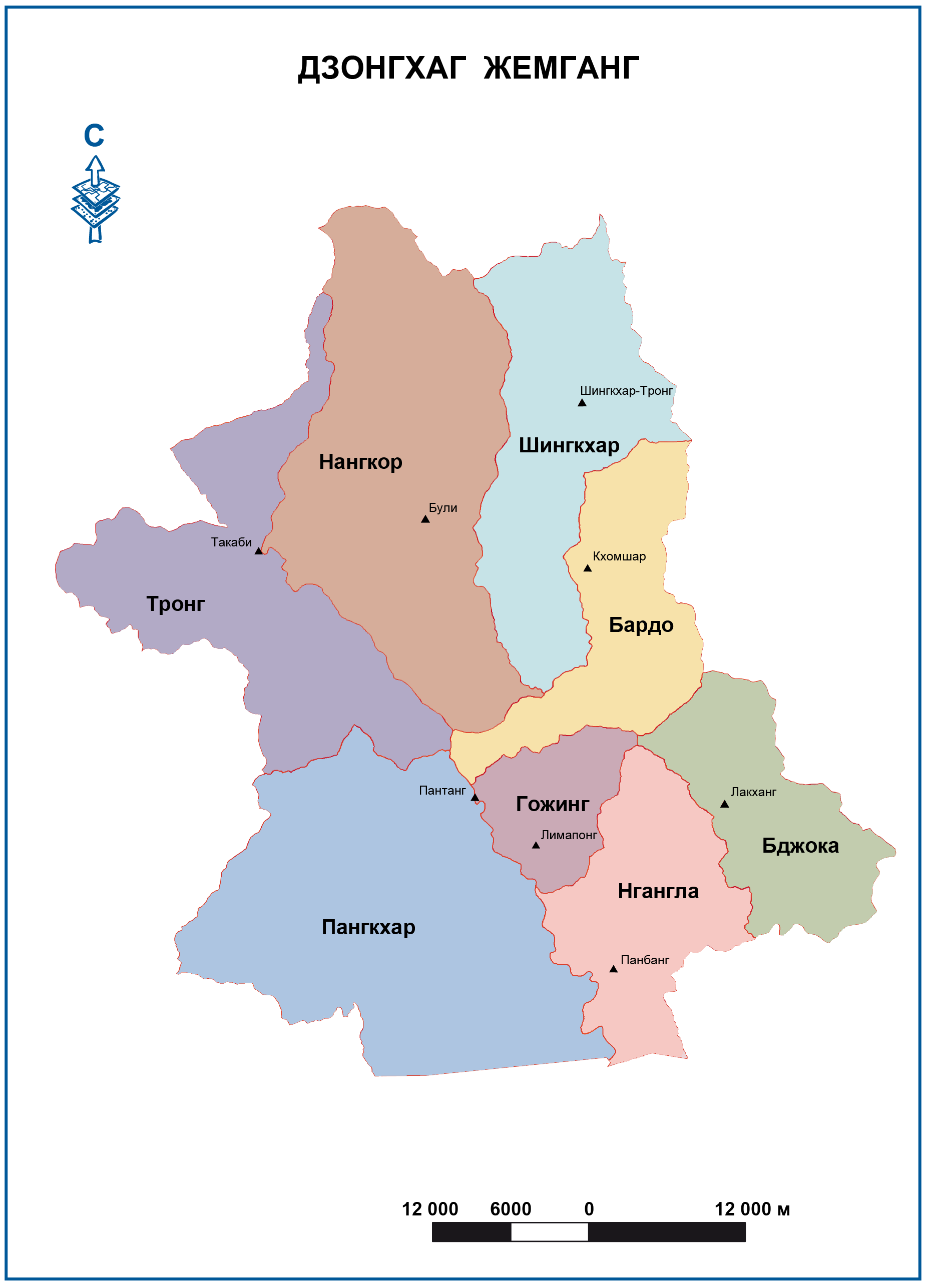
Гевоги дзонгхага Жемганг

Шингкхар (дзонг-кэ ཤང་མཁར།, лат. Shingkhar) — гевог в дзонгхаге Жемганг в Бутане.

## География
Гевог занимает площадь 309 кв.км.
77 % территории гевога покрыто лесами.
Гевог Шингкхар имеет микро-климатические различия между северной и южной частями гевога. Южные склоны более сухие и теплые, чем северные склоны, поэтому там произрастают различающиеся формы растительности из-за разницы в притоках влажности получения солнечного света. Кроме того, на растительность влияет то, что нижние части склонов теплее, чем более высокие части гор.
Населённые пункты расположены на высотах от 1000 до 4000 метров над уровнем моря.
Гевог Шингкхар состоит из 5 чивогов (англ. Singkhar, Wamling, Thrisa, Radi, Nyimzong Thajong). В гевоге расположено 7 деревень.

## Экономика
В гевоге Шингкхар около 316 акров водно-болотных угодий, на которых выращивается рис-падди (англ. paddy). Около 357 акров земли используется для выращивания кукурузы, гречихи и ячменя. Прочие земли составляют около 575 гектаров, где выращиваются суходольный рис и кукуруза.
В гевоге расположено 8 ирригационных систем общей протяжённостью 15,29 км.

## Население
В начале 2000-х годов на территории гевога было расположено семь основных деревень (англ. Zangling, Thajong, Nimzhong, Radhi, Shingkhar, Thrisa, Wamling) с 261 домохозяйством. На начало 2000-х годов только 48 % населения гевога имело доступ к питьевой воде. В начале 2010-х годов общая численность домохозяйств составляла 325, питьевой водой было обеспечено 262 домохозяйств, а туалетами — 362, электрифицировано было 50 домохозяйств в одной деревне.
В начале 2000-х годов образование в гевоге обеспечивалось двумя начальными школами (англ. Primary School) и одной общинной школой (англ. Community School). В начале 2010-х годов образование в гевоге обеспечивается тремя начальными школами (англ. Primary schools) и тремя неформальными обучающими центрами (англ. Non-formal Education Centers). В начале 2010-х годов в неформальных обучающих центрах училось 31 человек.
В начале 2000-х годов медицинские услуги обеспечивались четырьмя ORC (англ. Out Reach Clinics). В начале 2010-х годов медицинские услуги предоставляли один пункт первой помощи (англ. Basic Health Units) и два ORC (англ. Out Reach Clinics) и один англ. Subpost
В начале 2010-х годов в гевоге располагалось 30 лакхангов, среди которых 1 государственный, 12 принадлежат местным сообществам, а 17 — частные.

### Численность населения
| Год                     | 2005, перепись | 2008, зарегистрированные избиратели | 31.12.2010, лица, имеющие право голосовать на выборах |
| ----------------------- | -------------- | ----------------------------------- | ----------------------------------------------------- |
| Численность всего, чел. | 1546           | 1837                                | 2083                                                  |
| - мужчин всего, чел.    | 735            |                                     |                                                       |
| - женщин всего, чел.    | 811            |                                     |                                                       |

## Транспорт и коммуникации
В начале 2010-х годов в гевоге имелось 3 подвесных моста и 41,4 км подъездных дорог.
Все 7 деревень гевога имеют доступ к мобильной связи.